# Đảng Cộng sản Ấn Độ (Marxist)
Đảng Cộng sản Ấn Độ (Marxist) (Communist Party of India (Marxist), viết tắt CPI (M)) là một đảng chính trị cộng sản ở Ấn Độ tuân thủ triết lý của chủ nghĩa Mác-Lênin. Đây là một trong những đảng quốc gia của Ấn Độ.  Đảng này hình thành sau khi tách ra khỏi Đảng Cộng sản Ấn Độ vào năm 1964. CPI (M) được hình thành tại Calcutta từ ngày 31 tháng 10 đến ngày 7 tháng 11 năm 1964.
Kể từ năm 2018, CPI (M) đang dẫn đầu chính phủ tiểu bang ở Kerala và có đại diện trong các hội đồng lập pháp sau đây ở các bang Kerala, Tây Bengal, Tripura, Rajasthan, Himachal Pradesh, Odisha và Maharashtra. Bộ Chính trị là cơ quan tối cao của Đảng Cộng sản Ấn Độ (Marxist). Tuy nhiên, ở giữa hai đại hội đảng, Ủy ban Trung ương là cơ quan ra quyết định cao nhất.

## Lịch sử
Đảng Cộng sản Ấn Độ (Marxist) tách ra từ một bộ phận trong Đảng Cộng sản Ấn Độ (CPI), được thành lập vào ngày 26 tháng 12 năm 1925. về CPI đã trải qua một giai đoạn bùng nổ trong những năm sau Thế chiến thứ hai. CPI dẫn đầu các cuộc nổi loạn vũ trang ở Telangana, Tripura và Kerala. Tuy nhiên, nó đã sớm từ bỏ chiến lược cách mạng vũ trang để ủng hộ cách làm việc trong khuôn khổ nghị viện. Năm 1950, BT Ranadive, tổng thư ký CPI và là đại diện nổi bật của khu vực cấp tiến trong đảng, đã bị giáng chức vì lý do phiêu lưu cánh tả.
Dưới chính phủ của đảng Quốc hội Ấn Độ Jawaharlal Nehru, Ấn Độ độc lập đã phát triển quan hệ chặt chẽ và quan hệ đối tác chiến lược với Liên Xô. Do đó, chính phủ Liên Xô mong muốn rằng những người cộng sản Ấn Độ kiểm duyệt sự chỉ trích của họ đối với nhà nước Ấn Độ và đảm nhận vai trò hỗ trợ đối với các chính phủ của Quốc hội. Tuy nhiên, các bộ phận lớn của CPI cho rằng Ấn Độ vẫn là một quốc gia nửa phong kiến, và cuộc đấu tranh giai cấp không thể được đặt ra cho mục đích bảo vệ lợi ích của chính sách đối ngoại và thương mại của Liên Xô. Hơn nữa, Quốc hội Ấn Độ dường như thường thù địch với cạnh tranh chính trị. Năm 1959, chính quyền trung ương đã can thiệp để áp đặt Quy tắc của Tổng thống tại Kerala, lật đổ nội các của EMS Namboodiripad (chính phủ nhà nước không thuộc Quốc hội duy nhất ở nước này).

### Sự hình thành của CPI (M)
Mối quan hệ giữa Đảng Cộng sản Liên Xô và Đảng Cộng sản Trung Quốc trở nên gay gắt, dẫn đến sự chia rẽ Trung-Xô trong khoảng thời gian này. Đầu những năm 1960, Đảng Cộng sản Trung Quốc đã bắt đầu chỉ trích CPSU về việc chuyển sang chủ nghĩa xét lại và đi chệch khỏi con đường của chủ nghĩa Marx chủ nghĩa Lênin. Quan hệ Trung-Ấn cũng xấu đi, khi tranh chấp biên giới giữa hai nước nổ ra cuộc Chiến tranh Trung-Ấn năm 1962.
Cơ sở của sự khác biệt về quan điểm giữa hai phe trong CPI là về ý thức hệ - về việc đánh giá kịch bản Ấn Độ và sự phát triển của một chương trình của đảng. Sự khác biệt về quan điểm này cũng là sự phản ánh của một sự khác biệt tương tự ở cấp độ quốc tế về ý thức hệ giữa các đảng cộng sản Liên Xô và Trung Quốc. Người được cho là 'cánh hữu' bên trong đảng đã đi theo con đường của Liên Xô và đưa ra ý tưởng bắt tay với đảng cầm quyền lúc đó - Quốc hội Ấn Độ, nơi mà 'cánh tả' muốn tuân theo nguyên tắc Trung Quốc của một Đảng Đại chúng với giai cấp Phù hợp với đặc trưng quốc gia. Ngoài ra, phe của CPI mà sau này trở thành CPI (M) gọi đây là cách tiếp cận xét lại của sự hợp tác giai cấp. Chính sự khác biệt về ý thức hệ mà sau này đã tăng cường, cùng với sự chia rẽ giữa Liên Xô và Trung Quốc ở cấp độ quốc tế và cuối cùng đã sản sinh ra CPI (M).
Hàng trăm nhà lãnh đạo CPI, bị buộc tội là thân Trung Quốc, đã bị bỏ tù. Hàng ngàn người Cộng sản đã bị giam giữ mà không bị xét xử.  Những người bị nhà nước nhắm mục tiêu cáo buộc giới lãnh đạo thân Liên Xô về CPI âm mưu với chính phủ Quốc hội để đảm bảo quyền bá chủ của họ đối với sự kiểm soát của đảng.
Năm 1962, Ajoy Ghosh, tổng thư ký CPI, qua đời. Sau khi qua đời, SA Dange được bổ nhiệm làm chủ tịch đảng (một vị trí mới) và EMS Namboodiripad làm tổng thư ký. Đây là một nỗ lực để đạt được một sự thỏa hiệp. Dange đại diện cho phe cánh hữu của đảng và EMS phe cánh tả.
Tại một cuộc họp của Hội đồng Quốc gia CPI được tổ chức vào ngày 11 tháng 4 năm 1964, 32 thành viên Hội đồng đã bỏ về để phản đối, buộc tội Dange và những người theo ông về "chính sách chống thống nhất và chống Cộng".
Phần cánh tả, mà 32 thành viên Hội đồng Quốc gia thuộc về, đã tổ chức một hội nghị ở Tenali, Andhra Pradesh từ 7 đến 11 tháng 7. Trong công ước này, các vấn đề tranh chấp nội bộ trong đảng đã được thảo luận. 146 đại biểu, tuyên bố đại diện cho 100.000 thành viên CPI, đã tham gia tố tụng. Hội nghị đã quyết định triệu tập Đại hội CPI của Đảng lần thứ 7 tại Calcutta vào cuối năm đó.
Đánh dấu một sự khác biệt từ khu vực Dangeite của CPI, công ước Tenali được đánh dấu bằng việc hiển thị một bức chân dung lớn của nhà lãnh đạo Cộng sản Trung Quốc Mao Trạch Đông.
Tại hội nghị Tenali, một nhóm thân Trung Quốc có trụ sở tại Bengal, đại diện cho một trong những dòng cực đoan nhất của phe cánh tả, đã trình bày một đề xuất chương trình dự thảo của riêng họ. Những người cấp tiến này chỉ trích đề xuất chương trình dự thảo do M. Basavapunniah chuẩn bị vì đã làm suy yếu cuộc đấu tranh giai cấp và không có lập trường ủng hộ Trung Quốc rõ ràng trong cuộc xung đột ý thức hệ giữa Đảng cộng sản Liên Xô và Đảng cộng sản Trung Quốc.
Sau hội nghị Tenali, CPI bên cánh tổ chức các hội nghị của đảng và nhà nước. Ở Tây Bengal, một vài trong số các cuộc họp này đã trở thành chiến trường giữa các thành phần cấp tiến nhất và lãnh đạo ôn hòa hơn. Tại Hội nghị Quận ủy Calcutta, một chương trình dự thảo thay thế đã được trình bày cho lãnh đạo bởi Parimal Das Gupta (một nhân vật hàng đầu trong số những trí thức cực hữu trong đảng). Một đề nghị thay thế khác đã được đưa ra trước Hội nghị của Đảng ở Calcutta bởi Aziz ul Haq, nhưng Haq ban đầu bị cấm trình bày bởi các nhà tổ chức hội nghị. Tại Hội nghị Quận ủy Calcutta, 42 đại biểu đã phản đối đề xuất dự thảo chương trình chính thức của M. Basavapunniah.
Tại Hội nghị của Đảng Siliguri, đề xuất dự thảo chính cho một chương trình của đảng đã được chấp nhận, nhưng với một số điểm bổ sung được đề xuất bởi cán bộ xa xôi ở Bắc Bengal Charu Majumdar. Tuy nhiên, Harekrishna Konar (đại diện cho sự lãnh đạo của cánh tả CPI) đã cấm việc nâng cao khẩu hiệu Mao Tse-Tung Zindabad (Mao Tse-Tung muôn năm) tại hội nghị.
Tài liệu của Parimal Das Gupta cũng đã được trình bày cho lãnh đạo tại Hội nghị về phe cánh tả của bang Tây Bengal. Das Gupta và một vài người khác đã phát biểu tại hội nghị, yêu cầu đảng phải thông qua phân tích giai cấp của nhà nước Ấn Độ trong hội nghị CPI năm 1951. Đề xuất của ông, tuy nhiên, đã bị bỏ phiếu phản đối.
Đại hội Calcutta được tổ chức từ ngày 31 tháng 10 đến ngày 7 tháng 11, tại Hội trường Tyagraja ở miền nam Calcutta. Đồng thời, nhóm Dange triệu tập một Đại hội Đảng về CPI ở Bombay. Do đó, CPI chia thành hai bên riêng biệt. Nhóm được tập hợp tại Calcutta sau này sẽ sử dụng tên ' Đảng Cộng sản Ấn Độ (Marxist) ', để phân biệt với nhóm Dange. CPI (M) cũng đã thông qua chương trình chính trị của riêng mình. P. Sundarayya được bầu làm Tổng bí thư của đảng.
Trong tổng số 422 đại biểu đã tham gia Đại hội Calcutta. CPI (M) tuyên bố rằng họ đại diện cho 104.421 thành viên CPI, 60% tổng số đảng viên.
Tại hội nghị ở Calcutta, đảng này đã thông qua một phân tích giai cấp về tính cách của nhà nước Ấn Độ, tuyên bố rằng giai cấp tư sản Ấn Độ đang ngày càng hợp tác với chủ nghĩa đế quốc.
Chương trình dự thảo thay thế của Parimal Das Gupta đã không được lưu hành tại hội nghị Calcutta. Tuy nhiên, Souren Basu, một đại biểu từ thành trì xa xôi Darjeeling, đã phát biểu tại hội nghị hỏi tại sao không có bức chân dung nào của Mao Trạch Đông được treo dọc theo chân dung của những người cộng sản khác. Sự can thiệp của ông đã được đáp lại bằng những tràng pháo tay lớn từ các đại biểu của hội nghị.